# Aznakaïevo
Aznakaïevo (en russe : Азнакаево ; en tatar : Азнакай, Aznaqay) est une ville de la république du Tatarstan, en Russie, et le centre administratif du raïon d'Aznakaïevo. Sa population s'élevait à 34 587 habitants en 2019.

## Géographie
Aznakaïevo est arrosée par la rivière Styarlya, un affluent de l'Ik, et se trouve à 273 km au sud-est de Kazan et à 983 km à l'est de Moscou.

## Histoire
Aznakaïevo a été fondée en 1762 et était un village (selo) en 1859. Après la découverte de pétrole en 1951, elle devint une cité ouvrière. Elle reçut le statut de commune urbaine en 1956 et celui de ville en 1987.

## Population
Recensements (*) ou estimations de la population
| 1939* | 1959*  | 1970*  | 1979*  | 1989*  | 2002*  | 2010*  |
| ----- | ------ | ------ | ------ | ------ | ------ | ------ |
| 2 700 | 11 721 | 21 864 | 26 721 | 32 171 | 35 412 | 34 853 |

| 2013   | 2014   | 2015   | 2016   | 2017   | 2018   | 2019   |
| ------ | ------ | ------ | ------ | ------ | ------ | ------ |
| 34 564 | 34 747 | 34 720 | 34 700 | 34 863 | 34 896 | 34 587 |